# Chó Trùng Khánh
Chó Trùng Khánh hay Trùng Khánh cẩu (chữ Hán: 重慶犬, tiếng Anh: Chinese Chongqing Dog) là giống chó có nguồn gốc cổ xưa, được cho là xuất hiện từ thời nhà Hán và có nguồn gốc từ tỉnh Trùng Khánh, nằm ở miền Tây Nam Trung Quốc. Được sử dụng rộng rãi trong việc săn thú và canh gác bảo vệ. Ở Trung Quốc chúng thường được huấn luyện để làm nhiệm vụ bảo vệ cho gia chủ. Chúng thuộc nhóm chó có kích thước nhỏ.

## Đặc điểm
Đây là giống chó rất đặc biệt và ít được biết đến thậm chí ngay tại quê hương của chúng là tỉnh Trùng Khánh, Trung Quốc. Có bộ lông rất ngắn và thưa, nếu nhìn qua có thể tưởng là chúng không có lông. Chongqing có chiếc đuôi rất đặc biệt thẳng, trụi lông và tròn xoe như một ngọn măng tre. Chúng cao từ 16–19.5 inches (40 – 50 cm), chó cái cao 14 – 16 inches (35 – 40 cm). Cân nặng từ 44-54 pounds (20–25 kg). Chó cái nặng từ 33–44 pounds (15–20 kg). Vì có lớp lông mỏng và thưa nên có thể gặp các bệnh về da, tuy vậy không phải là phổ biến. Vì được sử dụng từ hàng nghìn năm trước như loài chó săn và chó canh gác và trải qua quá trình chọn lọc tự nhiên kỹ càng, là nòi chó rất khoẻ mạnh và hầu như không có các điểm yếu gì. Sống lâu khoảng 18 năm.

## Tập tính
Đây là một giống chó có rất nhiều đặc tính ưu điểm như thông minh, nghiêm túc, cảnh giác và lanh lợi. Rất thân thiện với con người nhưng có thể trở nên hung dữ đối với chó lạ. Khi dắt chúng đi dạo, nhất là khi chúng ở gần những súc vật nuôi khác. Ngày trước chúng thường được sử dụng để săn bắt thỏ rừng, gà rừng và các con vật hoang dã khác, vì vậy trong máu chúng vẫn còn sót lại chút bản năng săn mồi này. Nếu được nuôi dạy từ bé trong cùng một môi trường với các súc vật khác thì khi trưởng thành chúng sẽ dễ dàng hoà đồng với nhau.
Can đảm, mạnh mẽ và rắn chắc, Trùng Khánh là giống chó đặc biệt thích hợp cho việc bảo vệ. Ở Trung Quốc chúng thường được huấn luyện để làm nhiệm vụ bảo vệ cho gia chủ. Nếu xuất hiện kẻ lạ khi chủ nhân vắng mặt, Chúng sẽ lập tức tập trung theo dõi và sẵn sàng chuẩn bị tấn công. Nhưng khi người chủ xuất hiện, sự việc sẽ diễn ra hoàn toàn khác. Nếu thấy người lạ có thái độ thân thiện với chủ nhân của mình thì chúng sẽ tỏ ra ngoan ngoãn, kể cả khi chủ nhân đã đi khỏi. Luôn cảnh giác và xa cách đối với người lạ nhưng lại rất trung thành với gia chủ và đặc biệt tin cậy đối với trẻ nhỏ là tính cách nổi bật của loại chó quý này.
Có thể sống trong điều kiện căn hộ nếu có không gian dành cho nó tập luyện. Thuộc nhóm chó có kích thước nhỡ, chúng không cần không gian rộng, nhưng lại rất cần được chạy nhảy chơi đùa hàng ngày, vì vậy một sân cỏ là điều kiện sống lý tưởng cho giống chó này. Vì có bộ lông ngắn và mỏng nên khi trời lạnh không nên để chúng sống ở ngoài sân. Cần có các hoạt động tích cực đòi hỏi thể lực, ít nhất là 30 phút mỗi ngày. Rất thích hợp cho các cuộc dạo chơi dài. Vì có bản năng săn mồi nên cần để mắt đến chúng khi thả rông. Không đòi hỏi nhiều cho việc chăm sóc. Chỉ tắm cho chúng khi cần thiết.